# Thomas Peel
Thomas Peel (Lancashire, 1793 – Mandurah, 21 december 1865) was een van de eerste kolonisten die zich in West-Australië vestigde. Hij was een achterneef van Sir Robert Peel.

## Vroege jaren

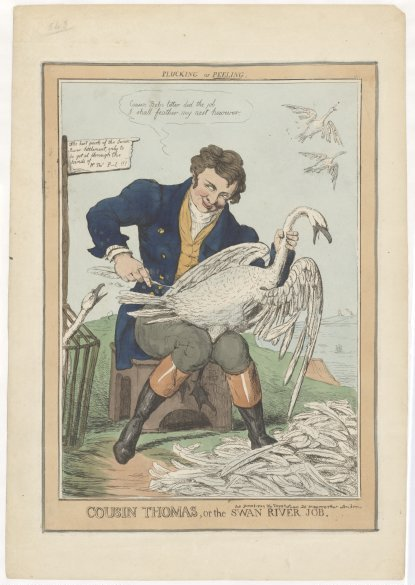
Karikatuur 1829

Thomas Peel werd in 1793 geboren in Lancashire in Engeland. Hij was de tweede zoon uit het huwelijk tussen Thomas Peel en Dorothy Bolton. Hij werd opgeleid aan de Harrow School waarna hij ging werken voor een advocatenkantoor. Rond 1823 huwde hij met Mary Charlotte Dorking Ayrton. Na de geboorte van hun kinderen Julia en Thomas verhuisden ze naar Banffshire in Schotland. Daar werd in 1827 hun tweede dochter Dorothy geboren. In 1828 vertrok Peel naar Londen met het plan om naar New South Wales te emigreren maar het nieuws over een nieuwe kolonie nabij de Swan in het westen van Australië deed hem van gedacht veranderen.

## West-Australië
Peel vormde met drie andere financiers een consortium om een kolonie te stichten nabij de Swan. Ze wilden tienduizend kolonisten met vee en het benodigde materiaal naar West-Australië verschepen en ze er allemaal op kavels van 80 hectare vestigen. Ze zouden de kosten op zich nemen en wensten in ruil daarvoor 1.618.760 hectare grondgebied van het 'Colonial Office'. Sir James Stirling die in 1827 een ontdekkingsreis naar de rivier Swan had gemaakt zette echter druk om zichzelf middels een charter de eigendomsrechten te verlenen of om er een kroonkolonie te stichten waarvan hij gouverneur zou worden. In 1828 kwam George Murray aan het hoofd van het 'Colonial Office'. Hij wenste noch een charter noch de kosten van een kroonkolonie te dragen. Thomas Peel's interesse deed de overheid ertoe besluiten dat het mogelijk was er een kroonkolonie van te maken die middels privékapitaal zou worden ontwikkeld. Ze wensten het consortium echter slechts 404.690 hectare toe te kennen.
Alle financiers behalve Thomas Peel trokken zich terug. Hij bleef geïnteresseerd. Solomon Levey, een joodse ex-gevangene die fortuin gemaakt had in New South Wales, stelde een tienjarige partnerschap voor. Vermoedelijk omdat Levey een ex-gevangene en joods was bleef de partnerschap de eerste vier jaar geheim. Een akte van mede-partnerschap werd opgesteld tussen hen, een lang en ingewikkeld document, waarin stond dat Levey de regeling zou financieren en Peel, die niet zo rijk was als werd gedacht, de gesalarieerde manager van de kolonie werd. Het grondgebied zou, op 10.117 hectare na, gemeenschappelijk grondbezit worden. Alle officiële onderhandelingen en documenten gebeurden onder Thomas Peel's naam.
Thomas Peel mocht 101.172 hectare grond kiezen. Hij verkoos grondgebied ten zuiden van de Swan en de Canning. Hij zou nadat hij met 400 kolonisten was aangekomen een volgende 101.172 hectare krijgen. Na 21 jaar, als alles goed ging, zouden de volgende 202.345 hectare worden toegewezen. Op het einde van de onderhandelingen in januari 1829 werd echter nog besloten dat hij in Australië moest toekomen voor 1 november 1829. Anders zou zijn claim op het grondgebied van zijn keuze ten zuiden van de Swan komen te vervallen.

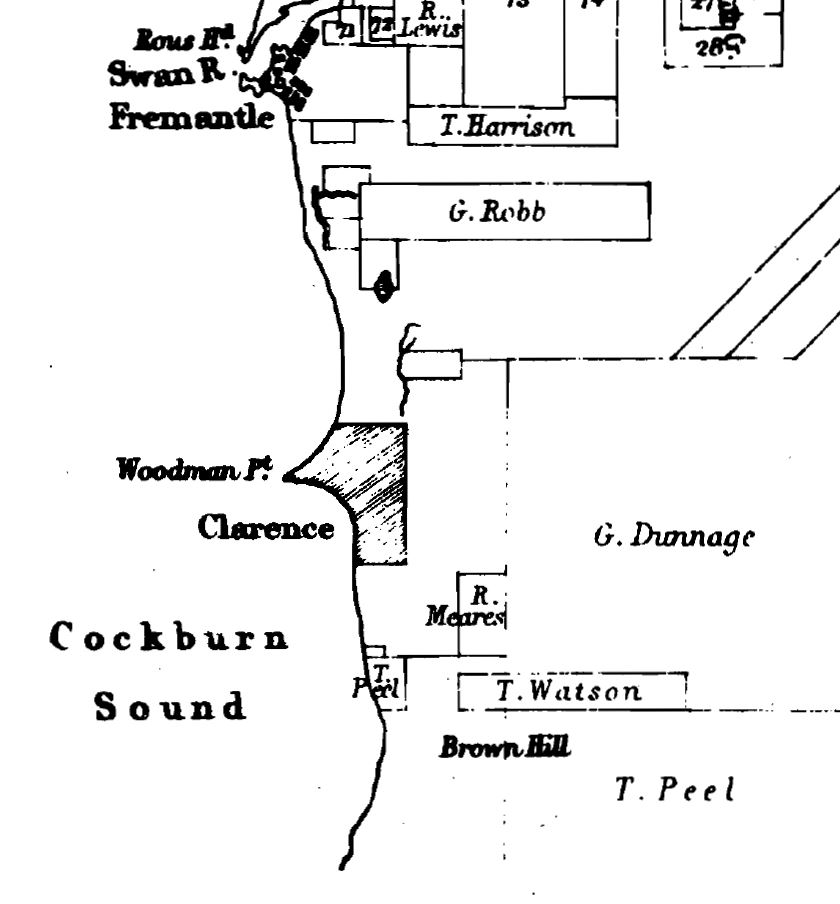
Toegewezen grondgebieden 1833

Helaas kwam het eerste schip met 179 kolonisten, The Gilmore, zes weken te laat aan en was Peel's gekozen grondgebied reeds ingenomen. Hij moest zich tevreden stellen met de aangrenzende 101.172 hectare ten zuiden ervan, tussen Cockburn Sound en de rivier Murray. Hij noemde de nederzetting Clarence naar de troonopvolger, Duke of Clarence. Het volgende half jaar arriveerden nog een klein schip met voorraden en twee schepen met kolonisten. De Hooghly arriveerde op 13 februari 1830 in Clarence met 173 kolonisten aan boord. De Rockingham kwam midden mei met 180 kolonisten aan boord in Cockburn Sound aan en zonk kort daarop. Alle kolonisten aan boord overleefden het ongeluk.
De firma 'Cooper & Levey' zou vanuit Sydney nog schepen met proviand en materiaal naar de kolonie aan de rivier de Swan zenden maar die kwamen nooit aan. Thomas Peel en zijn 540 verontruste kolonisten moesten het zien te redden met het gezouten vlees en de bloem die hij vanuit Londen had meegebracht. Zijn zakenpartner Levey stierf in 1833. Het eerste jaar stierven 40 kolonisten aan scheurbuik, dysenterie en andere ziekten. Zes stierven tijdens het bevallen. Vele kolonisten verlieten de nederzetting en zochten elders werk. Na twee jaar werd de eerste Clarence-nederzetting verlaten.
In 1834 vroeg en kreeg Peel de tweede 101.172 hectare grondgebied en liet zijn vrouw en kinderen overkomen uit Engeland. Tot 1839, toen het partnerschap tussen Peel en Levey's nazaten eindigde, was Peel actief betrokken bij het proberen ontwikkelen van zijn grondgebied. Er werd aan landbouw en walvisvangst gedaan. Toen de 'General Road Trust' werd gevormd werd hij gevolmachtigde voor Pinjarra. Hij werd ook lid van de 'Legislative Council' maar gaf zijn ontslag 14 maanden later omdat de uitnodigingen uit Perth nooit op tijd toekwamen. In 1839 kon hij 5.5573 hectare grondgebied verkopen, een deel van zijn schuld aan het 'Colonial Office' inlossen en zijn gezin terug naar Engeland zenden. In 1856 stierf zijn oudste dochter en een jaar later zijn vrouw. Zijn jongste dochter keerde terug naar Australië om bij hem te leven.
Thomas Peel stierf in Mandurah op 21 december 1865 en ligt er begraven.

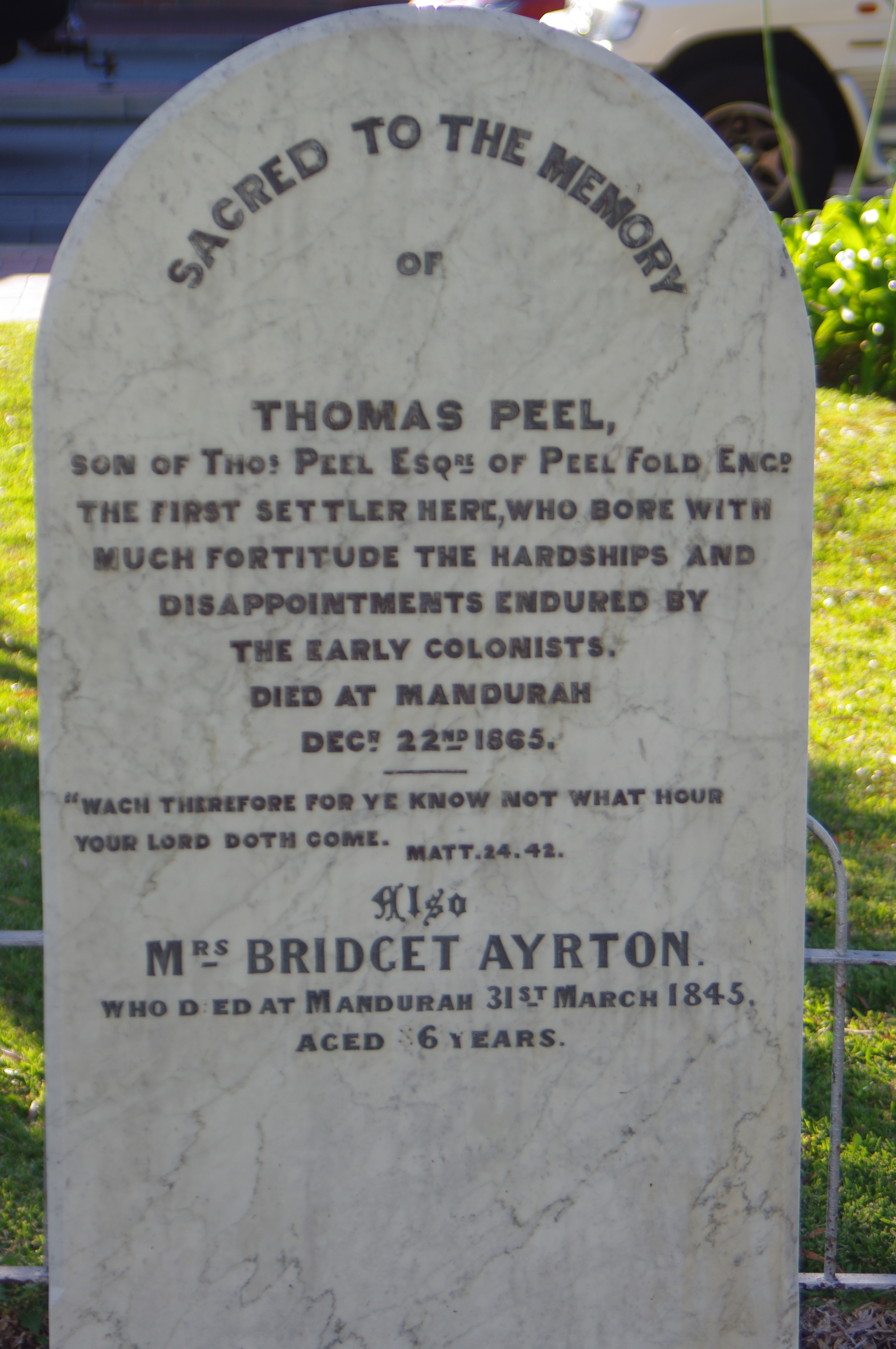
Grafsteen Thomas Peel